# Abandoned Pools
Abandoned Pools är ett amerikanskt rockband. Frontfigur för bandet är Tommy Walter.
Tommy Walter lämnade det amerikanska rockbandet Eels för att starta ett soloprojekt. Resultatet blev Abandoned Pools. Redan sen en tidig ålder hade Tommy intresserat sig för att skapa annorlunda musik och bestämde sig snabbt för att det var det han skulle hålla på med i livet. 
Sean blev medlem i bandet först år 2004 när Tommy ville släppa en uppföljare till albumet Humanistic. 

## Bandmedlemmar
- Tommy Walter – basgitarr, gitarr, sång, bakgrundssång
- Sean Woolstenhulme – gitarr
- Bryan Head – trummor, slaginstrument

## Diskografi
Album
- 2001 – Humanistic
- 2005 – Armed To The Teeth
- 2012 – Sublime Currency
- 2013 – Somnambulist

Singlar/EP
- 2001 – "The Remedy"
- 2005 – The Reverb EP
- 2011 – "In Silence"
- 2011 – "Marigolds"
- 2013 – "Red Flag"